# Veronica subalpina
Veronica subalpina är en grobladsväxtart som beskrevs av Leonard C. Cockayne. Veronica subalpina ingår i släktet veronikor, och familjen grobladsväxter. Inga underarter finns listade i Catalogue of Life.